# Слободна Француска
Слободна Француска (фр. La France Libre) је била влада у егзилу на челу са Шарл де Голом током Другог светског рата. Основана је у Лондону јуна 1940. године и организовала је и подржавала француски покрет отпора током окупације Француске.